# Dendermondebrug
De Dendermondebrug, lokaal Scheldebrug genoemd, is een brug over de Schelde in de Belgische stad Dendermonde. Op de rechteroever ligt Dendermonde-centrum en op de linkeroever deelgemeente Grembergen. Over de brug loopt de N47 met twee rijstroken per rijrichting en - op een apart brugdek - de spoorlijn 57 die Dendermonde met Lokeren verbindt.
Een beetje stroomafwaarts ligt de Vlassenbroekbrug en stroomopwaarts bevindt zich de monding van de Dender (met de stuwsluis) in de Schelde.

## 15e Eeuw
In 1452 liet Filips De Goede, hertog van Bourgondië, in Dendermonde een brug op tonnen bouwen over de Schelde om zijn troepen makkelijker de Schelde te laten oversteken. In 1453 werd deze brug vervangen door een nieuwe houten brug. In 1467 werd deze brug grondig hersteld en werd er aan de Dendermondse zijde een kaaimuur gebouwd.

## Hollandse periode
Tussen 1823 en 1827 werd in Dendermonde gebouwd aan een nieuwe brug over de Schelde. Het betrof een metalen draaibrug op stenen pijlers die in het midden opengedraaid kon worden om schepen te laten passeren.

## 1899
In de jaren 1890 werd gebouwd aan een nieuwe brug om de oude, Hollandse, brug te vervangen. De brug verbond de Veerstraat aan Dendermondse zijde met de Gauweg. De brug werd ingehuldigd op 25 juni 1899 met Scheldefeesten en een Ros Beiaardommegang.

## Duitse noodbrug
Aan het begin van de Eerste Wereldoorlog werd de Scheldebrug uit 1899 door de terugtrekkende Belgische troepen opgeblazen. De Duitse bezetter begon in 1915 ter vervanging met de bouw van een houten noodbrug die in 1916 klaar was en die tot 1950 zou dienst doen.

## Nieuwe Veerbrug
In 1933 werd begonnen met de bouw van een nieuwe brug ter hoogte van de Veerstraat ter vervanging van de Duitse noodbrug. Op 10 mei 1940 werd deze brug, die toen pas voltooid was, vernield door Duitse duikbommenwerpers.

## 1950
Op 15 juli 1950 werd een nieuwe Scheldebrug ingehuldigd. Het ging om een stalen balansbrug met een weg- en spoorweggedeelte. Tijdens de inhuldiging maakte een stoomlocomotief de overtocht van Dendermonde naar Grembergen. De Duitse noodbrug werd vervolgens afgebroken door de firma Depret uit Gent.

## Huidige brug
De metalen balansbrug uit 1950 werd in de jaren 80 vervangen door de huidige betonnen brug.
Westerscheldetunnel (weg) · Antigoontunnel (spoor) · Liefkenshoektunnel (weg) · Oosterweeltunnel (Lange Wapperbrug†) (weg/fiets) · Waaslandtunnel (weg) · Brabotunnel (premetro) · Sint-Annatunnel (voet/fiets) · Kennedytunnel (weg/fiets/spoor) · Scheldebrug (Antwerpen) (fiets/voet) · Temsebrug (weg + spoor) · Vlassenbroekbrug (weg) · Dendermondebrug (weg + spoor) · Schoonaardebrug (weg) · Uitbergenbrug (weg) · Scheldefietsbrug (Wetteren) · Wetterenbrug (weg) · Mellebrug (weg)